# Chic (Giaime)
Chic è un singolo del rapper italiano Giaime, pubblicato il 9 aprile 2020.

## Descrizione
Prodotto da Andry the Hitmaker, il singolo ha visto la partecipazione vocale di Shiva e rappresenta un punto di ritorno della collaborazione dei due rapper, i quali avevano smesso di collaborare alla produzione di canzoni per il mercato discografico.

## Video musicale
Il videoclip è stato pubblicato il 9 aprile del 2020 attraverso il canale YouTube del rapper e mostra una mano femminile prendere una macchina fotografica: Polaroid, per poi iniziare a girare la rotella del SET, con la quale fa alternare una serie di immagini che mostrano gli autori della canzone - mentre la melodia e le parole del testo fluiscono -, in modo tale da formare una sorta di "video animato" (il video ufficiale del brano).
La mano continua a girare fino alla fine del video, fermandosi al minuto: 2:42.

## Tracce
1. Chic (feat. Shiva) – 2:42
2. Parola – 3:23

## Classifiche
| Classifica (2020) | Posizione massima |
| ----------------- | ----------------- |
| Italia            | 41                |